# 村井站
村井站（日语：／ Murai eki */?）是屬於東日本旅客鐵道（JR東日本）篠之井線的鐵路車站，位於日本長野縣松本市村井町南。

## 历史
- 1902年（明治35年）12月15日：開業。
- 1985年（昭和60年）3月14日：貨運業務停止辦理。
- 1987年（昭和62年）4月1日：國鐵分割民營化，成為東日本旅客鐵道的一個車站。
- 2014年（平成26年）4月1日：本站被编入大都市近郊区间。

## 車站結構
島式月台1面2線與幾條側線的地面車站。月台與站舍以跨線天橋連絡。

### 月台配置
| 月台 | 路線      | 方向 | 目的地                 |
| ---- | --------- | ---- | ---------------------- |
| 1    | ■篠之井線 | 上行 | 鹽尻、上諏訪方向       |
| 2    | ■篠之井線 | 下行 | 松本、篠之井、長野方向 |

（來源：JR東日本:車站構內圖 （页面存档备份，存于））

## 使用情況
根據JR東日本，2019年度（令和元年度）1日平均上車人次為2,019人。
近年的推移如下表。
| 上車人次推移       | 上車人次推移     | 上車人次推移    |
| 年度               | 1日平均 上車人次 | 來源            |
| ------------------ | ---------------- | --------------- |
| 2000年（平成12年） | 2,271            | [ 利用客数 2 ]  |
| 2001年（平成13年） | 2,221            | [ 利用客数 3 ]  |
| 2002年（平成14年） | 2,222            | [ 利用客数 4 ]  |
| 2003年（平成15年） | 2,145            | [ 利用客数 5 ]  |
| 2004年（平成16年） | 2,098            | [ 利用客数 6 ]  |
| 2005年（平成17年） | 2,047            | [ 利用客数 7 ]  |
| 2006年（平成18年） | 1,980            | [ 利用客数 8 ]  |
| 2007年（平成19年） | 1,773            | [ 利用客数 9 ]  |
| 2008年（平成20年） | 1,744            | [ 利用客数 10 ] |
| 2009年（平成21年） | 1,665            | [ 利用客数 11 ] |
| 2010年（平成22年） | 1,670            | [ 利用客数 12 ] |
| 2011年（平成23年） | 1,709            | [ 利用客数 13 ] |
| 2012年（平成24年） | 1,708            | [ 利用客数 14 ] |
| 2013年（平成25年） | 1,746            | [ 利用客数 15 ] |
| 2014年（平成26年） | 1,701            | [ 利用客数 16 ] |
| 2015年（平成27年） | 1,776            | [ 利用客数 17 ] |
| 2016年（平成28年） | 1,776            | [ 利用客数 18 ] |
| 2017年（平成29年） | 1,783            | [ 利用客数 19 ] |
| 2018年（平成30年） | 2,014            | [ 利用客数 20 ] |
| 2019年（令和元年） | 2,019            | [ 利用客数 1 ]  |

## 车站周边
- 國道19號
- 八十二银行村井支店
- 信州鹽尻自動車學校
- 神明社
- 松本信用金庫村井支店
- 長野縣松本平廣域公園綜合球技場

## 相鄰車站
東日本旅客鐵道
■篠之井線
- 快速「早安Liner」停車站

□快速「水篶」（快速運行只限鹽尻方向）
廣丘 ← 村井 ← 松本
□快速、■普通
廣丘－村井－平田

### 使用情況
1. 1 2  . 東日本旅客鉄道.   [2020-07-12]. （原始内容存档于2020-07-11）.
2. ↑  . 東日本旅客鉄道.   [2019-03-28]. （原始内容存档于2019-03-28）.
3. ↑  . 東日本旅客鉄道.   [2019-03-28]. （原始内容存档于2019-03-28）.
4. ↑  . 東日本旅客鉄道.   [2019-03-28]. （原始内容存档于2019-03-28）.
5. ↑  . 東日本旅客鉄道.   [2019-03-28]. （原始内容存档于2019-03-28）.
6. ↑  . 東日本旅客鉄道.   [2019-03-28]. （原始内容存档于2019-03-28）.
7. ↑  . 東日本旅客鉄道.   [2019-03-28]. （原始内容存档于2019-03-27）.
8. ↑  . 東日本旅客鉄道.   [2019-03-28]. （原始内容存档于2019-03-27）.
9. ↑  . 東日本旅客鉄道.   [2019-03-28]. （原始内容存档于2019-04-02）.
10. ↑  . 東日本旅客鉄道.   [2019-03-28]. （原始内容存档于2019-03-27）.
11. ↑  . 東日本旅客鉄道.   [2019-03-28]. （原始内容存档于2019-03-27）.
12. ↑  . 東日本旅客鉄道.   [2019-03-28]. （原始内容存档于2019-03-27）.
13. ↑  . 東日本旅客鉄道.   [2019-03-28]. （原始内容存档于2019-03-27）.
14. ↑  . 東日本旅客鉄道.   [2019-03-28]. （原始内容存档于2018-10-26）.
15. ↑  . 東日本旅客鉄道.   [2019-03-28]. （原始内容存档于2016-04-04）.
16. ↑  . 東日本旅客鉄道.   [2019-03-28]. （原始内容存档于2019-03-27）.
17. ↑  . 東日本旅客鉄道.   [2019-03-28]. （原始内容存档于2019-03-23）.
18. ↑  . 東日本旅客鉄道.   [2019-03-28]. （原始内容存档于2017-07-29）.
19. ↑  . 東日本旅客鉄道.   [2019-03-28]. （原始内容存档于2018-07-06）.
20. ↑  . 東日本旅客鉄道.   [2019-07-11]. （原始内容存档于2019-07-05）.

## 外部連結
- 車站資訊（村井）：東日本旅客鐵道